# Milizac
Milizac (tiếng Breton: Milizag) là một xã của tỉnh Finistère, thuộc vùng Bretagne, miền tây bắc Pháp.

## Dân số
Người dân ở Milizac được gọi là Milizacois.